# (4042) Okhotsk
(4042) Okhotsk – planetoida z pasa głównego asteroid okrążająca Słońce w ciągu 3,77 lat w średniej odległości 2,42 j.a. Odkryta 15 stycznia 1989 roku. Jej nazwa pochodzi od Morza Ochockiego.